# Tipula (Vestiplex) acudorsata
Tipula (Vestiplex) acudorsata is een tweevleugelige uit de familie langpootmuggen (Tipulidae). De soort komt voor in het Oriëntaals gebied.